# Глејд (Канзас)
Глејд (енгл. Glade) град је у америчкој савезној држави Канзас.

## Демографија
По попису из 2010. године број становника је 96, што је 18 (-15,8%) становника мање него 2000. године.
| Група             | 2000.       | 2010.      |
| Белци             | 112 (98,2%) | 94 (97,9%) |
| Афроамериканци    | 0 (0,0%)    | 0 (0,0%)   |
| Азијати           | 0 (0,0%)    | 0 (0,0%)   |
| Хиспаноамериканци | 0 (0,0%)    | 1 (1,0%)   |
| Укупно            | 114         | 96         |